# AK-101
L'AK-101 è un fucile d'assalto russo moderno della serie Kalashnikov. Il modello AK-102  è la versione carabina con canna accorciata (314 mm).

## Descrizione
L'AK-101 è stato progettato per l'esportazione, perché usa la cartuccia 5,56 × 45 mm NATO, lo standard di tutti i paesi NATO. L'arma unisce la compatibilità logistica occidentale alla robustezza e semplicità della serie Kalashnikov. È costruita di materiali moderni e compositi, inclusi vari tipi di plastiche, che riducono il peso, facilitando la maneggevolezza. Il calcio è ripiegabile a lato. Molti di questi miglioramenti sono presenti anche nel resto della serie di fucili AK-10X.
L'AK-101 è un fucile a fuoco selettivo, con le procedure di smontaggio identiche a quelle dell'AK-74. L'AK-101 ha una piastra su cui possono essere montati vari tipi di mirini ottici, che può prendere quelli standard europei e russi. Il fucile accetta la maggior parte dei caricatori standard in metallo e sintetici da 30 colpi per fucili calibro 5,56 mm. La canna è dotata di un grosso freno di bocca come quello montato sull'AK-74, per controllare il rinculo.